# Ильбарс
Ильбарс-хан I (Абуль-Мансур Ильбарс; 1456—1518) —  узбекский хорезмский хан и основатель династии Арабшахидов в Хорезмском государстве, правивший в 1511—1518 годы из столицы г. Кёнеургенч. Происходил из чингизидского рода Шибанидов. 

## Биография
У правителя Узбекского улуса Йадгар-хана было четыре сыновей, одним из которых был Буреке-султан — отец Ильбарс-хана I. У Ильбарс-хана I был один младший брат — Бильбарс, который в народе более известен был под именем Биликич. Про них хивинский хан и историк — Абу-ль-Гази написал следующее:
После Берке-султана осталось два сына:  старший по имени Ильбарс, младший Бильбарс ... Оба сына, достигнув полного возраста, были бойкими, прекрасными витязями; они жили в юрте отцовском. Шахт-бехт-хан – милость Божия над ним! – овладел Мавераннагром; потому их владения отошли от них. В этом владении оставались только сыновья Ядигер-хана.

## Политика и военная деятельность
В начале XVI века Хорезм входил в состав владений тимурида Хусейна Байкара и в 1505 году, после 11-месячной осады его главного города Ургенча, был завоёван Шейбани-ханом. В 1510 году, после гибели Шейбани-хана, Хорезм перешёл во власть Исмаила I, но господство кызылбашей продолжалось недолго.

### Приход к власти
Против власти Сефевидов в Хорезме организовался заговор среди жителей северо-хорезмского города Везир. Одним из организаторов замены сефевидских наместников представителями узбекских племен был Сайид Хисамиддин Китал, потомок известного в Хорезме шейха Сайид-Ата Сайид-Ахмада. По его инициативе в 1511 году на престол в город Вазир был приглашён Ильбарс сын Берке-султана. Заговорщики призвали Ильбарса вместе его братом из Дешт-и Кипчака, на чего они откликнулись и явились в Хорезм. Все кызылбаши Везира во главе наместником шаха Рахман-кули-араба были перебиты. После, было организовано народное собрание, где Ильбарс был провозглашён ханом и размещён в доме бывшего главы города.
Согласно договорённости, трое вельможных людей отправились к Ильбарсу с просьбой занять престол в Хорезме. Когда один из посланцев возвратился и сообщил о прибытии Ильбарса вместе с его братом Байбарсом, «взрослые и малые» выступили против кизилбашей. На следующее утро Ильбарс-султан вступил в город Вазир. «Узбеки и сарты», как пишет Абулгази,
при стечении вельмож и народа возвели Ильбарса на престол, «и было это в год овцы, 911 г.х.» (1511). С этого времени, по словам Муниса, Ильбарс-хан «возложил себе на голову корону хорезмшахов».

### Объединение Хорезма
После провозглашения ханом, Ильбарс-хану стали подвластны город Везир и селения в предместьях Везира, население которых не участвовало в истреблении кызылбашей. Янги-шахар — был передан к младшему брату хана Бильбарс-султану и Тирсек — был передан «особому» наместнику, нукеру хана. В это время, в остальных городах Хорезма властвовали два даруги или наместники шаха. Из источников известно, что даругу Ургенча звали Сюбхан-кули-араб, а имя даруги Хивы и Хазараспа неизвестно.
В 1512 году в битве за Ургенч одерживает победу войска шибанида Ильбарс-хана. Ильбарс-хан, овладев Ургенчем, зовёт из Дешт-и Кипчака своих дядей Абулек-хана и Аминек-хана, которые переселив свои роды узбеков в Ургенч поддерживают своего племянника в дальнейших его планах. Через некоторое время ликвидируются кызылбаши в Хиве и Хазараспе, и все владения Хорезма становятся очищены от них.
В конечном итоге к 1512 году во главе государства встали ханы, выходцы из дештикипчакских степей, явившиеся родоначальником новой династии, родственной Шейбанидам в Мавераннахре и более известной в европейской исторической литературе, как Арабшахиды, правившие в Хорезме около 200 лет. Первоначально основную социальную опору новой правящей династии составили, по преимуществу, те племена, которые выступили в своё время против Абулхайр-хана и не пошли в Мавераннахр вместе с Шейбани-ханом. Хорезм стал самостоятельным государством.

### Подчинение туркмен
Из источников известно что младший брат Ильбарс-хана I — Бильбарс руководил войском во время похода в Мангышлак и подчинил мангышлакских туркмен к Хорезму. Также рассказывается о набегах Арабшахидов на Хорасан до смерти сефевидского шаха Исмаила I. А после смерти шаха, говорится что все наместники областей южной части современного Туркменистана обратились в бегство из территории. Описав действия Арабшахидов Абу-ль-Гази пишет следующее:
они стали делать набеги на Хорасан. В это время шах Измаил умер. Правители всех областей, находящхся на северной стороне Хорасанских гор, к востоку до Мегины, к западу до Даруна, страшась Узьбеков, бросили свои области и убежали. Таким образом владения Узьбеков расширились: начальники их вступили в те области и делались владетелями их. Отселе они делали многократныя опустошительныя вторжения в Хорасан, на юге, и в Абул-хан и Мангышлак, на западе.

## Политика в области культуры
Ильбарс-хан I был «истинно верующим и глубоко набожным» правителем. На службе у Ильбарс-хана I начинал свою карьеру придворным историк — Утемиш-хаджи. Утемиш-Хаджи б. маулан Мухаммед Дости (XVI век) историк, автор трактата «Тарих-и Дост-султан» (История Дост-султана), написанного в 1550 г. Утемиш-Хаджи происходил из влиятельной семьи, служившей Ильбарс-хану. На службе у хана Ильбарса начиналась и карьера Утемиш-Хаджи. Предки же Утемиш-Хаджи служили хану Йадгару.
Правление династии Арабшахидов в Хорезме активизировало процесс проникновения и постепенного оседания в Хорезме значительных масс кочевого населения из степей Дашти-Кипчака, а также способствовало внедрению в различные политические и социальные институты кочевых традиций.

## Семья
У Ильбарс-хана I было 8 сыновей и известны имена лишь двух старших из них: Султан-гази и Мухаммед-гази. Он к именам своих сыновей придал прозвание гази, тем временем его младший брат Биличиг-султан к именам своих сыновей придавал прозвание хаджи. В исторической литературе говорится что звание гази началось придаваться к именам в память овладения Везиром Ильбарс-хана I из под владычества кызылбашей.

## Смерть
Ильбарс-хан скончался в 1518 году и к власти пришел Султан Хаджи-хан. Прилегавшие к городам земли по обоим берегам Амударьи управлялись лицами ханского рода. В их обязанность вменялась воинская служба по ханскому призыву, за что сборы с подвластных им земель поступали не в казну, а в пользу их самих. Подобная политика неизменно вела к усилению центробежных тенденций, которые стали характерно прослеживаться сразу после смерти Ильбарс-хана I, когда между отдельными ветвями правящей династии развернулась династическая борьба за власть.